# 圣普列斯特代尚
圣普列斯特德尚（法語：Saint-Priest-des-Champs，法語發音：[sɛ̃ pʁijɛ(st) de ʃɑ̃]）是法国多姆山省的一个市镇，属于里永区

## 地理
圣普列斯特德尚（45°59'33"N, 2°45'51"E）面积45.09 平方千米，位于法国奥弗涅-罗讷-阿尔卑斯大区多姆山省，该省份为法国中南部省份，北起阿列省接壤，东临卢瓦尔省，南至上盧瓦爾省和康塔爾省，西接科雷兹省和克勒兹省。
与圣普列斯特德尚接壤的市镇（或旧市镇、城区）包括：埃斯皮纳斯、莱桑西兹-孔普斯、比奥莱、古蒂耶尔、米尔蒙、奥弗涅地区圣热尔韦、圣瑞利安拉热内斯特、索雷-贝塞尔沃。
圣普列斯特德尚的时区为UTC+01:00、UTC+02:00（夏令时）。

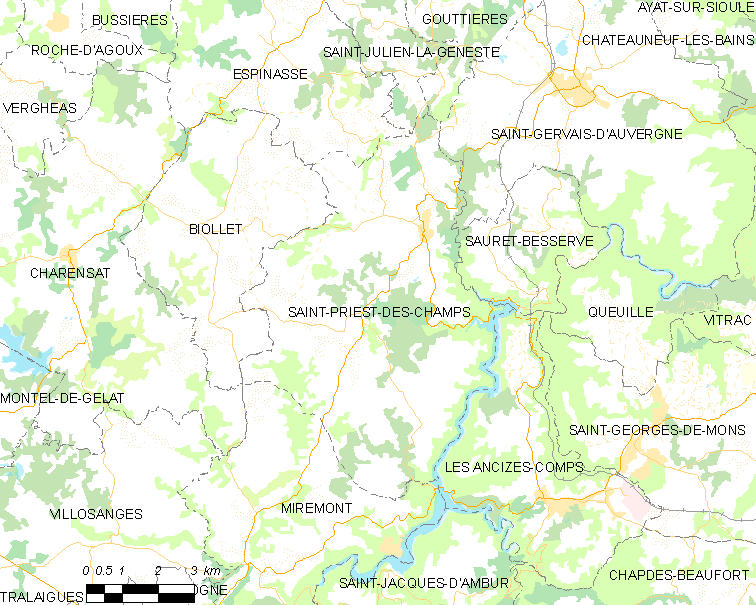
圣普列斯特德尚的OSM定位图

## 行政
圣普列斯特德尚的邮政编码为63640，INSEE市镇编码为63388。

## 政治
圣普列斯特德尚所属的省级选区为圣埃卢瓦莱米讷县。

## 人口

1962-2008年间圣普列斯特德尚人口变化图示

圣普列斯特德尚于2022年1月1日时的人口数量为726人。